# Capeta (aranha)
Capeta é um gênero de aranhas da família Salticidae (aranhas saltadoras).

## Nome
Capeta é uma palavra brasileira para diabo, enquanto tridens ("tridente") refere-se às três projeções no palpo masculino vistas em vista ventral (a embolia, sua projeção basal e a apófise tibial retrolateral).

## Distribuição
C. tridens é conhecida apenas no estado da Bahia no Brasil, enquanto C. cachimbo foi encontrado na Serra do Cachimbo, no Pará.

## Espécies
- Capeta cachimbo (Ruiz & Brescovit, 2006)
- Capeta tridens (Ruiz e Brescovit, 2005)